# Nikołaj Bałboszyn
Nikołaj Fiodorowicz Bałboszyn (ros. Николай Фёдорович Балбошин; ur. 8 czerwca 1949) – radziecki zapaśnik walczący w stylu klasycznym. Dwukrotny olimpijczyk. Złoty medalista z Montrealu 1976 i siódmy w Moskwie 1980. Startował w wadze do 100 kg.
Mistrz świata w 1973, 1974, 1977, 1978 i 1979. Zdobył osiem medali mistrzostw Europy w latach 1973 – 1984. Wygrał zawody Przyjaźń-84.
Mistrz ZSRR w 1973, 1977, 1980, 1983 i 1984; drugi w 1975 i trzeci w 1971 roku.